# Maze Prison

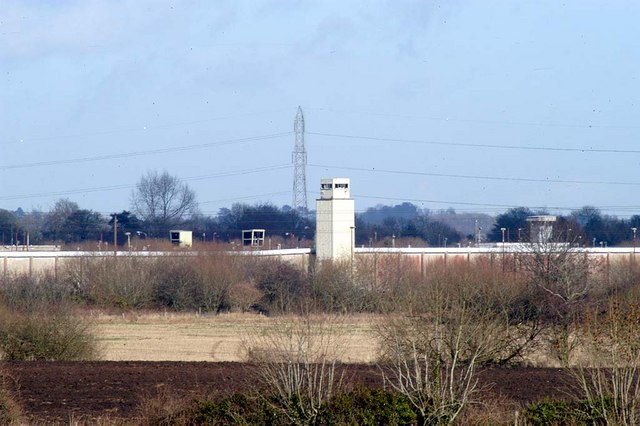
Wachturm des Maze

Das Maze Prison (offizieller Name: Her Majesty’s Prison Maze), auch bekannt als Long Kesh (irisch An Cheis Fhada) oder H-Blocks (aufgrund des Grundrisses), war von 1971 bis 2000 ein Hochsicherheitsgefängnis nahe Lisburn in Nordirland.

## Entstehung
Um der ausufernden Unruhen in Nordirland zu Beginn der 1970er-Jahre Herr zu werden, griff die britische Regierung zu umstrittenen Methoden wie Masseninternierungen (internment without trial). Die Verhafteten wurden anfangs in Baracken auf dem stillgelegten Fliegerhorst Long Kesh bei Lisburn festgehalten. Dieses Lager wurde von den etwa 800 republikanischen Insassen am 15. Oktober 1974 abends in Brand gesteckt und fast vollständig zerstört. Man hatte sich mit den loyalistischen Gefangenen abgesprochen. Die republikanischen Gefangenen versammelten sich auf dem Sportgelände der Armeebasis, die von tausenden Soldaten umzingelt wurde. Am Folgetag gegen elf Uhr wurden sie von Hubschraubern aus mit Tränengas bombardiert und das Duke-of-Edinburgh-Regiment stürmte die Anlage.
Später entstand daraus ein reguläres Gefängnis, benannt nach der nahegelegenen Ortschaft Maze. Aus den provisorischen Unterbringungen wurden hochsichere Gefängnisbauten, die auch H-Blocks genannt wurden. Der Name leitet sich von den Anfang der 1970er Jahre neugebauten, acht H-förmigen Gefängnisbauten ab, in denen ab März 1971 Gefangene untergebracht wurden, die wegen terroristischer Vergehen verurteilt worden waren.
Der Großteil der Insassen der H-Blocks waren Mitglieder republikanischer paramilitärischer Gruppen, aber auch loyalistische Gruppen wie die LVF, die UDA oder die UVF waren vertreten und besaßen eigene Kommandostrukturen im Gefängnis.
Bekannt wurden die H-Blocks besonders durch den Hungerstreik von Mitgliedern der IRA und der INLA im Jahre 1981. Um den Status Kriegsgefangener (Special Category Status) wiederzuerlangen, der den Gefangenen mit dem Umzug in die H-Blocks aberkannt worden war, begannen am 1. März 1981 Bobby Sands, Patsy O’Hara und mehrere andere Gefangene in den H-Blocks einen Hungerstreik. Unter dem 1972 eingeführten Special Category Status hatten die Internierten ebenso wie die wegen terroristischer Vergehen Verurteilten Rechte, wie sie im Allgemeinen Kriegsgefangenen zustehen, wie etwa das Recht, eigene Kleider zu tragen, kein Arbeitszwang, ein erweitertes Besuchsrecht und erweiterte Kontaktmöglichkeiten unter den Gefangenen.
Die Auseinandersetzung begann 1976 mit der Weigerung einer zunehmenden Zahl von Gefangenen, Gefängniskleidung zu tragen, wodurch sie ihrer Meinung nach den Status gewöhnlicher Krimineller akzeptiert hätten. Als einzige Kleidung verblieben ihnen dadurch die Gefängnisdecken, woraus der Ausdruck Blanket Protest entstand. Rund 300 Gefangene beteiligten sich an dieser Form des Protests. Nachdem, so die Darstellung der Gefangenen, Insassen wiederholt beim Ausleeren der Toilettenkübel von Wärtern misshandelt wurden, begann 1979 der Dirty Protest: die Gefangenen schütteten ihre Exkremente aus den Fenstern. Nachdem die Gefängnisleitung die Fenster von außen verbarrikadieren ließ, schmierten sie ihre Exkremente an die Zellenwände, die Zustände im Maze-Gefängnis wurden unhaltbar.
Da die inzwischen neu gewählte Regierung Thatcher keinerlei Entgegenkommen zeigte, beschlossen die Gefangenen den Protest durch einen Hungerstreik zu verschärfen. Bobby Sands, der kommandierende Offizier der IRA im Maze-Gefängnis, ging als erster in den Hungerstreik, wöchentlich begann ein weiterer Gefangener. Nach 66 Tagen ohne Nahrung starb Sands, inzwischen zum Abgeordneten des englischen Unterhauses gewählt, am 5. Mai 1981. Neun weitere Angehörige der IRA und INLA starben, bis der Hungerstreik am 3. Oktober 1981 beendet wurde. In der Folgezeit wurden praktisch alle Forderungen der Gefangenen erfüllt, wenn auch der Special Category Status dem Namen nach nicht wieder eingeführt wurde. Der Hungerstreik erregte Aufmerksamkeit in der ganzen Welt und machte den Nordirland-Konflikt zu einem weltweiten Thema.

## Friedensprozess
Infolge des Friedensprozesses in Nordirland nach dem Karfreitagsabkommen wurden die im Maze einsitzenden Häftlinge nach und nach entlassen. Am 29. September 2000 wurde das Gefängnis geschlossen, über die Zukunft der H-Blocks wird noch verhandelt.

## Insassen

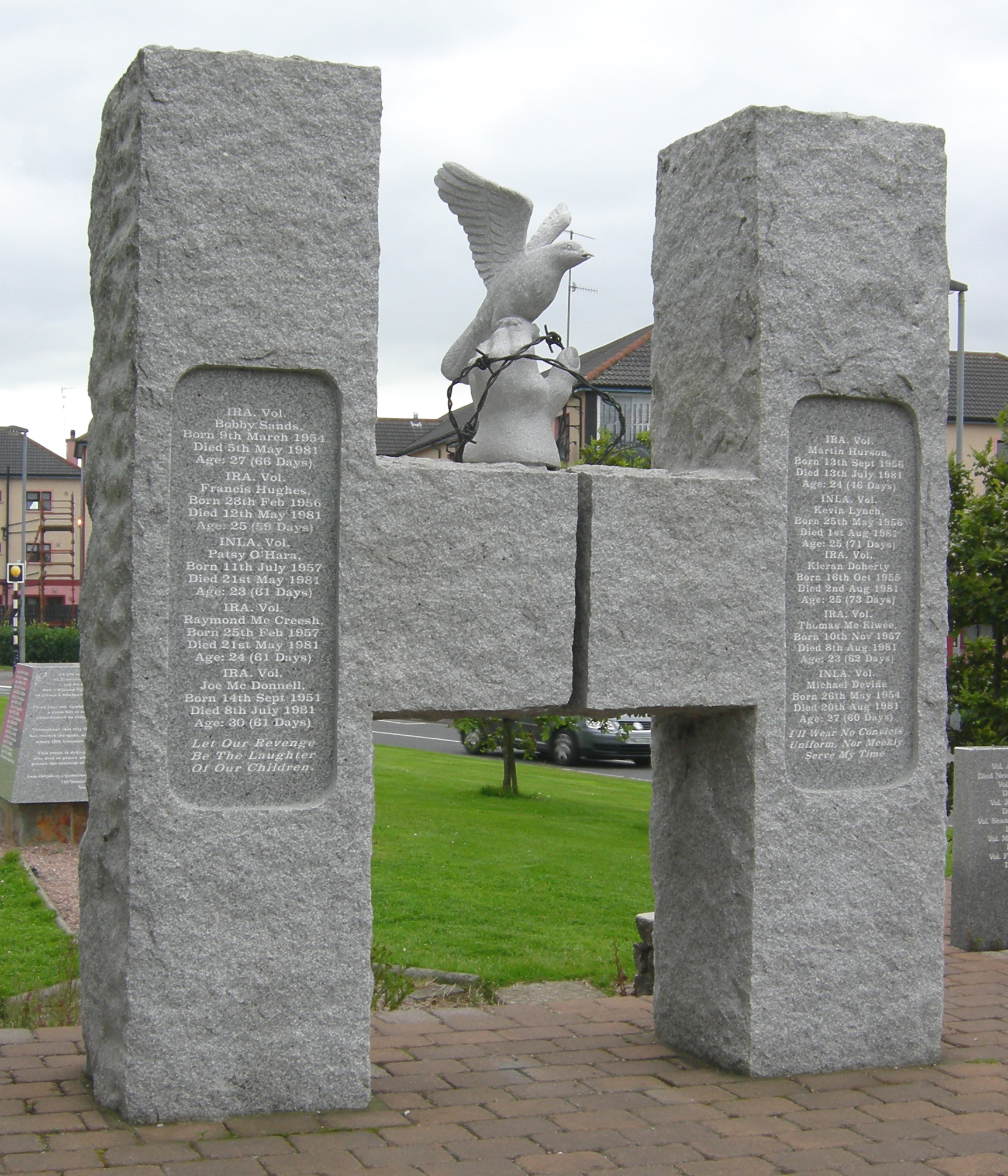
Mahnmal für die Opfer des Hungerstreiks in Derry

Im Maze Prison saßen Mitglieder von terroristischen Gruppierungen ihre Haftstrafen ab, sowohl Angehörige von protestantischen Organisationen wie der UDA als auch von irisch-katholischen wie der Provisorischen IRA und der INLA. Insassen wurden später auf eigenen Wunsch nach Konfessionen getrennt untergebracht, wobei beide Seiten ihren Gefängnisalltag dann straff und quasi-militärisch organisierten. Vor allem republikanische Untergrundorganisationen beharrten darauf, dass ihre dort inhaftierten Mitglieder keine Kriminellen im Strafvollzug seien, sondern den Status von Kriegsgefangenen hätten.
Damit wurde das Maze-Gefängnis zum besonderen Brennpunkt der politischen Entwicklungen in Nordirland; hier seien nur einige bedeutende Begebenheiten wiedergegeben:
- 1981: mit wochenlangen Hungerstreiks verliehen republikanische Häftlinge ihren Forderungen bezüglich ihres Gefangenenstatus Nachdruck. Dabei starben zehn von ihnen: Bobby Sands († 5. Mai 1981), Francis Hughes († 12. Mai 1981), Patsy O’Hara († 21. Mai 1981), Raymond McCreesh († 21. Mai 1981), Joe McDonnell († 8. Juli 1981), Martin Hurson († 13. Juli 1981), Kevin Lynch († 1. August 1981), Kieran Doherty († 2. August 1981), Tom McElwee († 8. August 1981) und Mickey Devine († 20. August 1981).

- 1983: Gefängnisausbruch, bei dem 38 Insassen die Flucht gelang; die meisten wurden jedoch bald gefasst. Einer der entkommenen Sträflinge wurde später mit dem Bombenanschlag der Provisorischen IRA auf den Parteitag der Konservativen Partei in Brighton in Verbindung gebracht. Dabei starben fünf Menschen: Anthony Berry, stellvertretender Fraktionsvorsitzender im Parlament, ein Parteimanager und drei Ehefrauen anwesender Parteifunktionäre. Premierministerin Margaret Thatcher und die übrigen Mitglieder der Regierung entgingen nur knapp dem Attentat.

- 1997: Ermordung von Billy Wright, Anführer der Loyalist Volunteer Force (LVF), durch Mitglieder der INLA. Sie schmuggelten Waffen in das Gefängnis und erschossen ihn aus Rache für getötete Katholiken.

- 1998: Besuch der damaligen Nordirland-Ministerin Mo Mowlam. Es gelang ihr, protestantische Insassen zur Unterstützung des Karfreitagsabkommens zu bewegen.

Dieses Abkommen war ein Wendepunkt für das Maze Prison. Mitglieder von verbotenen Organisationen, die am Zustandekommen des Vertrages beteiligt waren und sich dem Waffenstillstand anschlossen, erhielten dadurch Anspruch auf vorzeitige Haftentlassung. Daraufhin leerte sich das Gefängnis, es wurde am 29. September 2000 geschlossen.

## Belege
1. ↑  The night Long Kesh went up in flames.

Koordinaten: 54° 29′ 18,1″ N, 6° 6′ 25,7″ W